# René-Joseph de Tournemine
René-Joseph de Tournemine (Rennes, 26 aprile 1661 – Parigi, 16 maggio 1739) è stato un teologo, gesuita e filosofo francese Fondò il Journal de Trévoux, la rivista accademica dei gesuiti pubblicata dal 1701 al 1767, e fu molto critico di Nicolas Malebranche, che accusò di ateismo e spinozismo..

## Biografia
René Joseph de Tournemine nacque il 26 aprile 1661 a Rennes da una famiglia di antica nobiltà. Era il maggiore dei quattro figli di Jean Joseph de Tournemine, barone de Camsillon, e di Marie de Coëtlogon, figlia di René de Coëtlogon, luogotenente del re in Alta Bretagna. Tournemine entrò nella Compagnia di Gesù all'età di 19 anni il 30 agosto 1680 e il 2 febbraio 1695 professò solennemente i quattro voti. Studiò umanità, filosofia e teologia, e maturò interessi culturali di ampio respiro. Si interessò di storia e letteratura antica e moderna, nonché di geografia e numismatica.
Alla fine del 1701, fu tra i fondatori e membri del comitato di redazione del Journal de Trévoux, la rivista accademica dai gesuiti francesi, dove pubblicò numerosi articoli e analisi critiche su vari argomenti che ebbero una forte eco in tutta Europa. Tournemine era apprezzato per la sua indipendenza di giudizio e imparzialità, e non mancò di criticare anche autori che appartenevano al suo stesso Ordine. Allo stesso modo era solito valutare con favore le pubblicazioni di autori ostili alla Compagnia. Ad esempio criticò aspramente il suo confratello gesuita Jean Hardouin, ma lodò la Mérope di Voltaire (1797) che paragonò ai capolavori dell'antichità.
Tournemine fu al centro di molti dibattiti filosofici contemporanei. Le sue Réflexions sur l'athéisme nate come prefazione al Traité de l'existence de Dieu (1713) di Fénelon, furono considerate un efficace attacco contro la filosofia di Spinoza. Un suo dibattito con Leibniz sul problema mente-corpo fu cruciale per la sua epoca.
Tournemine mantenne un'ampia corrispondenza con numerosi studiosi del suo tempo e incoraggiò molti giovani scrittori.

## Opere
- Daphnis et Chloé, poème en six chants. Traduit de la langue celtique (du P. René-Joseph De Tournemine). — Paris, Maradan, 1789 (Rennes, 1679)
- Douze impossibilités du système du P. Hardouin, 1702
- Biblia sacra latine, Paris, 1706.
- Réflexions sur l'athéisme, nella 2ª edizione (Parigi, 1713) della Démonstration de l'existence de Dieu, di Fénelon.
- Ibid., nouvelle édition augmentée des réflexions du P. Tournemine, Paris et Avignon, 1776.
- Panégyrique de saint Louis, roi de France, Paris, 1733; ibid., 1734.
- Essai de la science universelle où il est traité des principes généraux de toutes les sciences et de la meilleure manière de les apprendre.
- Traité sur le déisme.
- Mémoire dans lequel on répond à diverses questions sur l'étendue du pouvoir du premier ministre et sur la manière de l'exercer.